# Athletic Club 2004-2005
La pagina racchiude la rosa dell'Athletic Club nella stagione 2004-05

## Rosa
| N. |                   | Ruolo | Calciatore         |
| -- | ----------------- | ----- | ------------------ |
| 1  | Spagna (bandiera) | P     | Iñaki Lafuente     |
| 2  | Spagna (bandiera) | D     | Javier Casas       |
| 3  | Spagna (bandiera) | D     | Asier del Horno    |
| 4  | Spagna (bandiera) | D     | Aitor Karanka      |
| 5  | Spagna (bandiera) | D     | Felipe Guréndez    |
| 6  | Spagna (bandiera) | D     | Óscar Vales        |
| 7  | Spagna (bandiera) | C     | Endika Bordas      |
| 8  | Spagna (bandiera) | C     | Julen Guerrero     |
| 9  | Spagna (bandiera) | A     | Santiago Ezquerro  |
| 10 | Spagna (bandiera) | C     | Francisco Yeste    |
| 11 | Spagna (bandiera) | C     | Javier González    |
| 12 | Spagna (bandiera) | D     | Jesús María Lacruz |
| 13 | Spagna (bandiera) | P     | Daniel Aranzubía   |
| 14 | Spagna (bandiera) | D     | Luis Prieto        |
| 15 | Spagna (bandiera) | D     | Andoni Iraola      |

| N. |                   | Ruolo | Calciatore         |
| -- | ----------------- | ----- | ------------------ |
| 16 | Spagna (bandiera) | C     | Pablo Orbaiz       |
| 17 | Spagna (bandiera) | A     | Joseba Etxeberria  |
| 18 | Spagna (bandiera) | D     | Carlos Gurpegi     |
| 19 | Spagna (bandiera) | D     | Ander Murillo      |
| 20 | Spagna (bandiera) | A     | Ismael Urzaiz      |
| 21 | Spagna (bandiera) | C     | Jonan García       |
| 22 | Spagna (bandiera) | A     | Joseba Arriaga     |
| 23 | Spagna (bandiera) | A     | Tiko               |
| 24 | Spagna (bandiera) | C     | César              |
| 25 | Spagna (bandiera) | A     | Gorka Azkorra      |
| 26 | Spagna (bandiera) | C     | Igor Angulo        |
| 27 | Spagna (bandiera) | C     | Aritz Solabarrieta |
| 30 | Spagna (bandiera) | P     | Roberto Pampín     |
| 31 | Spagna (bandiera) | D     | Jon Moya           |
| 32 | Spagna (bandiera) | A     | Fernando Llorente  |

### Staff tecnico
- Allenatore:  Ernesto Valverde

Come da politica societaria la squadra è composta interamente da giocatori nati in una delle sette province di Euskal Herria o cresciuti calcisticamente nel vivaio di società basche.

### Statistiche
- 37: Aranzubia
- 35: Orbaiz
- 34: Iraola, Gurpegi
- 33: Etxeberria
- 32: Ezquerro
- 31: Murillo, Urzaiz, Tiko
- 30: Prieto
- 29: Del Horno
- 27: Yeste
- 19: Casas
- 16: Lacruz
- 15: Llorente
- 14: Arriaga
- 13: Jonan
- 12: Guerrero
- 11: Solabarrieta
- 10: Javi González
- 7: César
- 6: Karanka
- 5: Azkorra
- 4: Felipe
- 3: Endika, Angulo
- 2: Pampín, Moya
- 0: Lafuente, Vales

- 12: Urzaiz
- 11: Ezquerro
- 8: Yeste
- 4: Iraola, Gurpegi
- 3: Del Horno, Guerrero, Etxeberria, Orbaiz, Tiko, Llorente
- 2: Lacruz

## Vittorie e piazzamenti
- Primera División: 9° (Qualificato per la Coppa Intertoto)
- Copa del Rey: Dopo aver eliminato la Gimanstica Segoviana (1-0 il risultato), il Cultural (2-1 d.t.s.), il Lanzarote (1-2 e 6-0) ed il Real Valladolid (3-2 e 1-0), i baschi vengono eliminati in semifinale dal Real Betis (doppio 0-0, con sconfitta per 4-5 ai calci di rigore).
- Coppa UEFA: Al primo turno l'Athletic elimina i turchi del Trabzonspor (2-3 e 2-0 il doppio risultato), superando poi la fase a gironi con Steaua Bucarest, Parma, Standard Liegi e Beşiktaş. Viene eliminato ai sedicesimi di finale dall'Austria Vienna (0-0 e 1-2).